# Титания (Сон в летнюю ночь)
Титания (лат. Titania) — персонаж комедии Уильяма Шекспира «Сон в летнюю ночь» (ок. 1595), королева фей, супруга Оберона. Образ базируется на безымянной королеве эльфов или фей в ирландском и английском фольклоре. Имя позаимствовано из «Метаморфоз» Овидия, где так именуется Латона, дочь титана Коя. Под влиянием Шекспира Титаниями часто стали именовать аналогичных персонажей.

## Образ в кино
- 1909 — Сон в летнюю ночь[англ.] / A Midsummer Night's Dream — роль исполнила Флоренс Тёрнер[5][6].

## В астрономии
В честь Титании назван крупнейший спутник Урана Титания, а также астероид главного пояса астероидов (593) Титания.

## В культуре
В манге и аниме «Невеста чародея», которые транслировались с октября 2017 года по март 2018 года, Королеву фей зовут Титания. Её мужа также зовут Оберон.
В манге и аниме «Fairy Tail», которые выпускались с августа 2006 по июль 2017 года и транслировались как сериал с 2009 по 2019 год, персонаж Эрза Скарлет носит титул «Титания, королева королевства» из-за её статуса как сильнейшей из женщин-волшебников в гильдии «Хвост феи».